# Live at Max's Kansas City
Live at Max's Kansas City je koncertní album newyorské rockové skupiny The Velvet Underground, nahrané 23. srpna 1970 v klubu Max's Kansas City v New York City. Album vyšlo 30. května 1972 Cotillion Records.

## Seznam skladeb
Všechny skladby napsal(i) Lou Reed, mimo skladby „Sunday Morning“, tu napsal Reed spolu s Johnem Calem. 
| Strana 1 | Strana 1                   | Strana 1                      | Strana 1 |
| Pořadí   | Název                      | Původní album                 | Délka    |
| -------- | -------------------------- | ----------------------------- | -------- |
| 1.       | I'm Waiting for the Man    | The Velvet Underground & Nico | 4:00     |
| 2.       | Sweet Jane                 | Loaded                        | 4:52     |
| 3.       | Lonesome Cowboy Bill       | Loaded                        | 3:41     |
| 4.       | Beginning to See the Light | The Velvet Underground        | 5:00     |

| Strana 2 | Strana 2            | Strana 2                      | Strana 2 |
| Pořadí   | Název               | Původní album                 | Délka    |
| -------- | ------------------- | ----------------------------- | -------- |
| 1.       | I'll Be Your Mirror | The Velvet Underground & Nico | 1:55     |
| 2.       | Pale Blue Eyes      | The Velvet Underground        | 5:38     |
| 3.       | Sunday Morning      | The Velvet Underground & Nico | 2:43     |
| 4.       | New Age             | Loaded                        | 5:58     |
| 5.       | Femme Fatale        | The Velvet Underground & Nico | 2:29     |
| 6.       | After Hours         | The Velvet Underground        | 2:05     |

## Obsazení
- Lou Reed – zpěv, rytmická kytara
- Sterling Morrison – sólová kytara, rytmická kytara, zpěv
- Doug Yule – baskytara, doprovodný zpěv, zpěv
- Billy Yule – bicí